# 2017년 세계 박람회
2017년 세계 박람회(Expo 2017 Nur-Sultan)는 중앙아시아 최초 개최·이슬람권 최초 개최이고, "에너지와 미래 (Energy of the Future)"이라는 주제로 카자흐스탄의 수도 아스타나에서 2017년 6월 10일부터 9월 10일까지 개최되었다.

## 개최
2010년 7월 1일에 입후보한 도시는 벨기에의 리에주, 카자흐스탄의 아스타나 중, 결국 2012년 11월 22일에 카자흐스탄의 아스타나로 개최가 결정되었다.

## 참가국

Participating countries (green), with Kazakhstan, the host country, colored red.

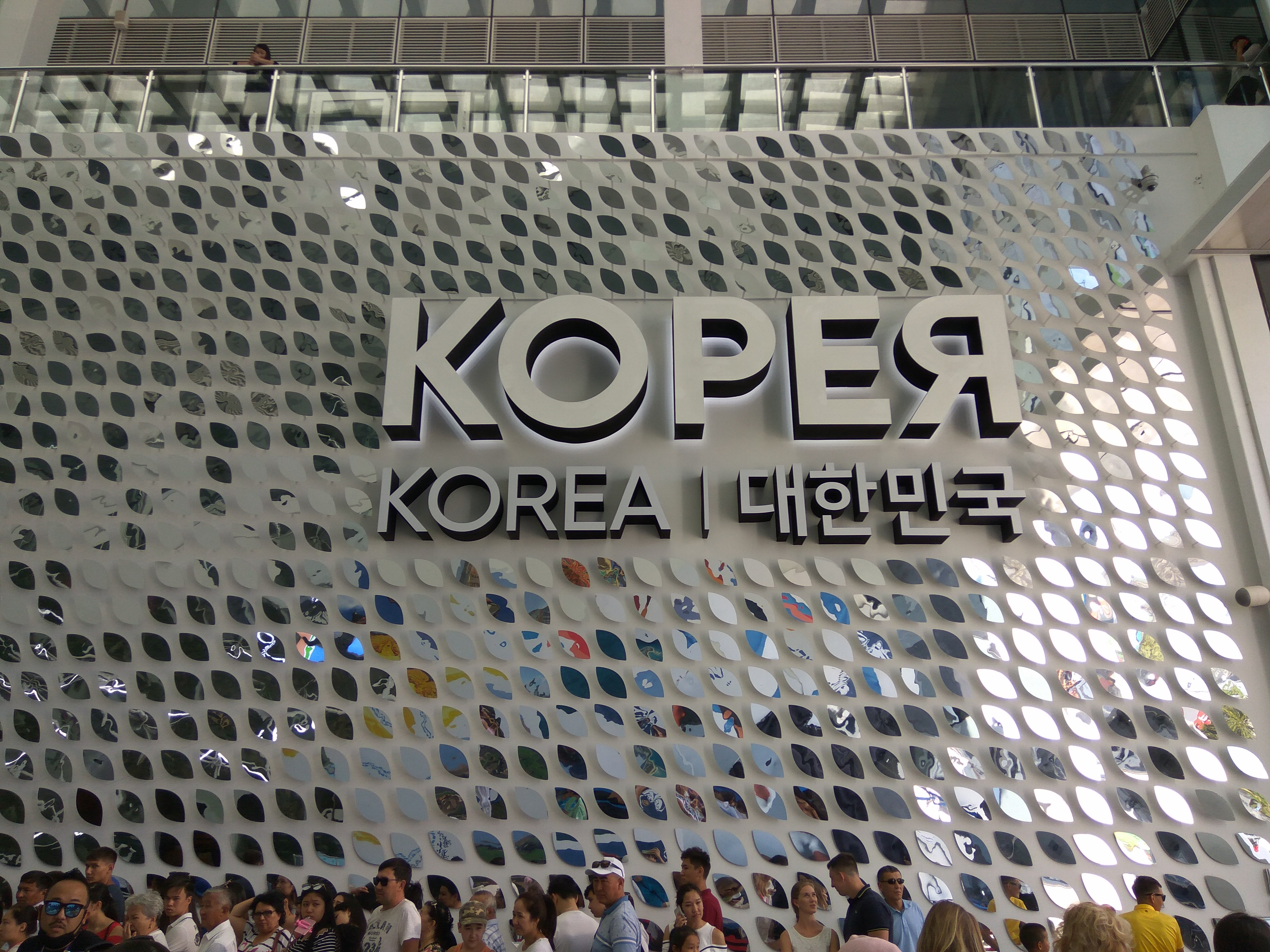
Republic of Korea Pavilion

Uzbekistan Pavilion

Singapore Pavilion

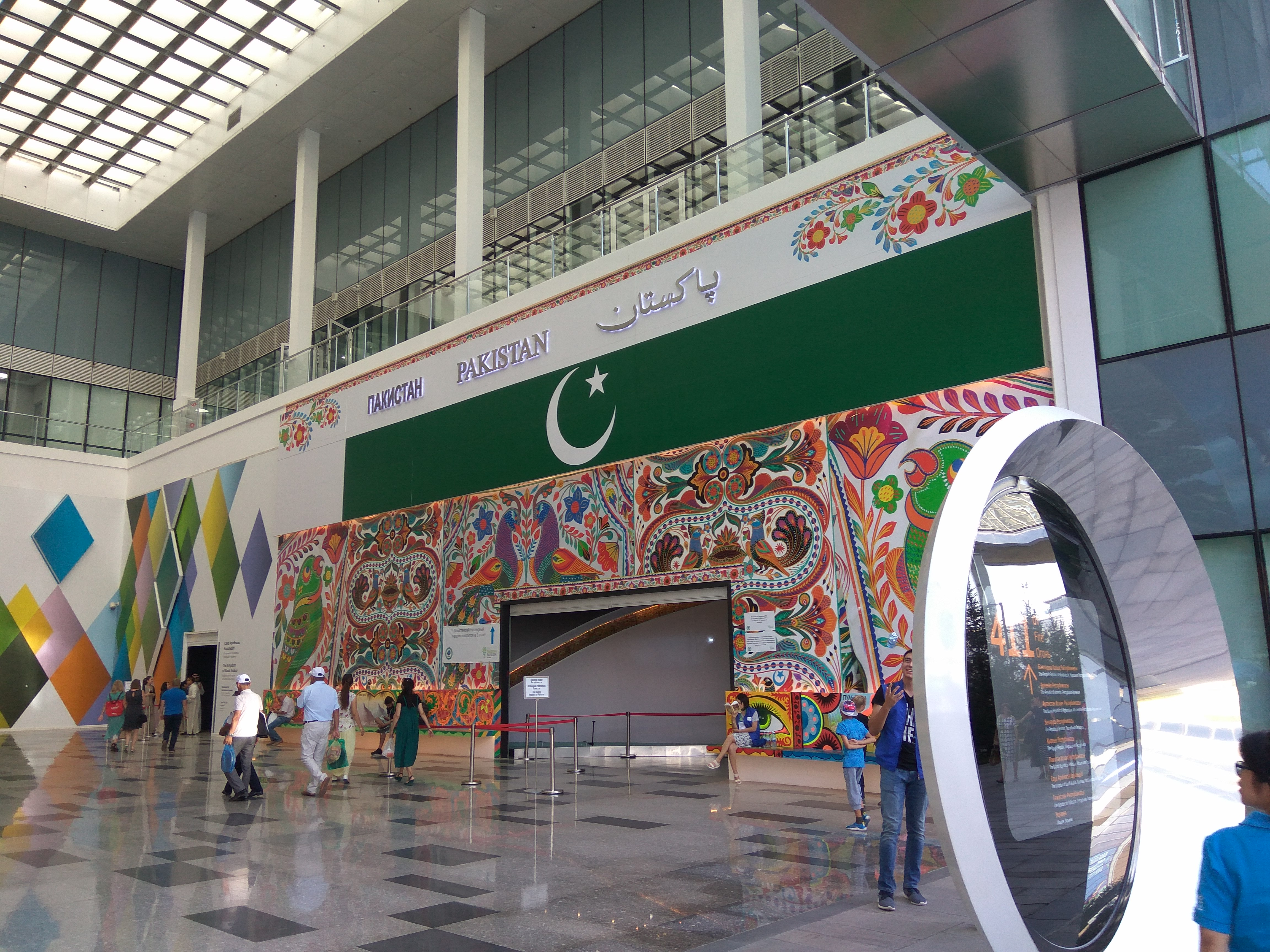
Pakistan Pavilion entrance

- 아프가니스탄[1]
- 알제리[1]
- 앙골라[2]
- 앤티가 바부다[1]
- 아르헨티나
- 아르메니아[3]
- 오스트리아[1]
- 아제르바이잔[3]
- 방글라데시
- 바베이도스
- 벨라루스[3]
- 벨기에[4]
- 벨리즈[1]
- 베냉[1]
- 볼리비아[3]
- 부르키나파소[1]
- 중앙 아프리카 공화국[1]
- 칠레
- 중국[3]
- 코모로[1]
- 콩고 민주 공화국[1]
- 콩고 공화국[1]
- 코스타리카[1]
- 쿠바[5]
- 체코[1]
- 지부티[1]
- 도미니카 연방[1]
- 도미니카 공화국[1]
- 에콰도르[1]
- 이집트[6]
- 에티오피아
- 피지[1]
- 핀란드[1]
- 프랑스:[3] France confirmed its participation on 2015년 4월 9일. It had a large pavilion, with a floor area of 1083 m2. France has, in the past, organised eight international exhibitions.[7]
- 가봉[1]
- 감비아[2]
- 조지아[3]
- 독일[3]
- 가나[1]
- 그리스[8]
- 그레나다[2]
- 과테말라[1]
- 기니[1]
- 가이아나[1]
- 아이티[1]
- 온두라스[2]
- 헝가리[3]
- 인도[3]
- 이란:[3] Iran confirmed its participation in November 2015.[9]
- 이스라엘[3]
- 이탈리아[1]
- 자메이카
- 일본[3]
- 요르단:[3] Jordanian Montasser al-Oklahoma confirmed country's participation on 2015년 11월 3일.[10]
- 카자흐스탄 (Host)
- 케냐[1]
- 키리바시[11]
- 키르기스스탄[2]
- 라트비아[1]
- 레소토[1]
- 라이베리아[2]
- 리투아니아[1]
- 룩셈부르크
- 마다가스카르[1]
- 말레이시아[2]
- 마셜 제도[2]
- 모리타니[1]
- 멕시코
- 모나코[2]
- 몽골[1]
- 나우루[11]
- 네덜란드:[3] On 2015년 12월 2일, Ambassador of the Netherlands in Kazakhstan Hans Driesser signed an agreement on participation.[12]
- 파키스탄[2]
- 팔라우[1]
- 파푸아뉴기니
- 파라과이[1]
- 폴란드[13]
- 루마니아[3]
- 러시아[3] whose pavilion won a gold medal[14]
- 세인트키츠 네비스[2]
- 세인트루시아[1]
- 세인트빈센트 그레나딘[2]
- 사모아[1]
- 사우디 아라비아[3][15]
- 세르비아[3]
- 세네갈[2]
- 세이셸[1]
- 시에라리온[1]
- 싱가포르[1]
- 슬로바키아[16]
- 남아프리카 공화국
- 대한민국[3]
- 솔로몬 제도[1]
- 스페인[17]
- 스리랑카[1]
- 수리남[1]
- 스위스[3]
- 타이[1]
- 타지키스탄[3]
- 통가[1]
- 투르크메니스탄[3]
- 튀르키예[3]
- 투발루[11]
- 우간다
- 우크라이나[1]
- 아랍에미리트[1]
- 영국[17]
- 미국[18]
- 우즈베키스탄
- 바누아투[2]
- 바티칸 시국[17]
- 베네수엘라
- 베트남[3]
- 예멘